# Sibiriskt lundfly
Sibiriskt lundfly, Polia lamuta är en fjärilsart som beskrevs av Alfred Otto Herz 1903. Enligt Dyntaxa ingår sibiriskt lundfly i släktet Polia men enligt Catalogue of Life är tillhörigheten istället släktet Anartodes. Enligt båda källorna tillhör artern familjen nattflyn, Noctuidae. Enligt de svenska och finska rödlistorna är arten starkt hotad, EN, i Sverige. och nära hotad, NT, i Finland. I Sverige är arten endast känd från fjällnära barrskogar i  Jukkasjärvi och Kalixfors i norra Norrbotten. I Finland allra nordligaste delen och ett litet område i trakterna nordost om Posio och Kuusamo. En underart finns listad i Catalogue of Life, Anartodes lamuta tunkinski Bang-Haas 1927.